# 7170 Livesey
A 7170 Livesey (ideiglenes jelöléssel 1987 MK) a Naprendszer kisbolygóövében található aszteroida. Robert H. McNaught fedezte fel 1987. június 30-án.